# August Corda
August Karl Joseph Corda (født 22. oktober 1809 i Reichenberg i Böhmen, død september 1849 på Atlanterhavet) var en østrigsk botaniker.
Corda var først i handelslære i Prag, men drev samtidig naturhistoriske studier; kom senere, draget af beundring for Alexander von Humboldt, til Berlin, hvor han studerede Botanik, og blev 1834 ansat som kustos ved det bøhmiske nationalmuseum i Prag. I 1847 foretog han en naturhistorisk rejse til Texas, men druknede på hjemrejsen ved skibets forlis.
Corda skrev navnlig om kryptogamer, især svampene. Hans vigtigste arbejder er: Icones fungorum hucusque cognitorum (6 bind, 1837-54), Prachtflora europäische Schimmelbildungen (1834) og Anleitung zum Studium der Mykologie (1842).
Autornavnet Corda kan bruges for August Corda sammen med et videnskabeligt artsnavn inden for botanikken. (Wikipedia-artikler der bruger autornavnet)